# 3,3-dimethylbutan-1-ol
3,3-dimethylbutan-1-ol (DMB), ook bekend als neohexanol, is een alifatisch primair alcohol met als brutoformule C6H14O. 3,3-dimethylbutan-1-ol is een analogon van choline en heeft als zodanig ook fysiologische effecten.

## Synthese
De synthese van 3,3-dimethylbutan-1-ol verloopt via reductie van esters van 3,3-dimethylbutaanzuur.

## Fysiologische effecten
3,3-dimethylbutan-1-ol verhindert de microbiologische synthese van trimethylamine (TMA) in de darmen (en dus ontlasting) van muizen en mensen, waarbij ook de plasmaspiegel van trimethylamine N-oxide (TMAO) daalt na toediening van choline of carnitine.  Een gevolg is het blokkeren van choline-geïnduceerde vorming van macrofagen, zogenaamde schuimcellen en daarbij atherosclerotische laesie in muizen zonder dat de concentratie cholesterol in het plasma verandert.
Als muizen in hun voer extra choline krijgen, neemt het aandeel van clostridia in de darmflora toe. Onder invloed van DMB neemt het aandeel juist af.
Tijdens een 16 weken durend experiment bleek bij muizen geen toxisch effect van DMB.

## Voorkomen
3,3-dimethylbutan-1-ol wordt aangetroffen in balsamicoazijn, rode wijnen, koud geperste extra virgin olijfolie en druivenpitolie. De exacte hoeveelheden DMB in de diverse producten is afhankelijk van de herkomst en groeiomstandigheden van de ingrediënten ervan.